# Francesco Franco
Francesco Franco dit « Ciccio Franco » (né à Reggio de  Calabre, le 28 mars 1930 et mort dans la même ville le 16 novembre 1991) est un homme politique, syndicaliste et militant italien. Il a été sénateur du Mouvement Social Italien – Droite Nationale (italien : Movimento Sociale Italiano – Destra Nazionale - MSI-DN) (1972-1991). Il a acquis une notoriété pour son rôle de leader populaire lors de la révolte de Reggio de 1970-1971.

## Révolte de Reggio
En juillet 1970, Francesco Franco,  dirigeant syndical du Syndicat national des travailleurs italiens (CISNAL) proche du mouvement néofasciste est le leader informel de la révolte  motivée par la décision du gouvernement de faire de Catanzaro  la capitale régionale de la Calabre, au detriment  de Reggio de Calabre.
Le 17 septembre 1970, il est arrêté avec d'autres dirigeants de la révolte pour incitation à la haine. La nouvelle de l'arrestation provoque de violentes réactions. Au moins 6 000 policiers sont  déployés  pour  mettre fin aux violences . Franco est libéré le 23 décembre 1970.
Le 31 janvier 1971, quatre dirigeants du Comité d'action sont arrêtés pour incitation à la violence. Francesco Franco échappe à l'arrestation, mais est arrêté le 5 juin 1971, lors d'un rassemblement du parti néo-fasciste à Rome. En février 1971, la journaliste Oriana Fallaci  interviewe Francesco Franco pour L'Europeo . Il  explique que de nombreux jeunes  de gauche « sont devenus fascistes simplement parce qu'ils croient que la bataille de Reggio n'est interprétée équitablement que par les fascistes ». 
La révolte finit par être reprise par les néo-fascistes dont le mouvement Avanguardia Nazionale  et a conduit au succès électoral  du mouvement social italien lors des élections générales italiennes de mai 1972, lorsque Franco est élu sénateur. Les néo-fascistes l'ont emporté, sur des démocrates-chrétiens divisés, alors que la ville est l'un de leurs fiefs et que le Parti communiste italien (PCI) soutenait la répression des émeutes.

## Sénateur
En 1972, Francesco Franco fait l'objet d'une enquête pour avoir distribué des tracts hostiles à la manifestation antifasciste organisée par les syndicats de gauche dans la ville de Reggio de Calabre le 22 octobre 1972. La veille de la manifestation , huit bombes ont explosé dans des trains à destination de Reggio. Les enquêtes judiciaires  sur les accusations de provocation et de terrorisme se sont soldées par son acquittement. Il a d'abord été condamné à quatre ans de prison, mais n'a pas purgé sa peine ; l'appel n'a pas eu lieu à cause de l'expiration du délai de prescription. 
Politiquement ses modèles sont les dirigeants d'Europe du Sud comme Francisco Franco, António de Oliveira Salazar et ceux de la junte grecque, déclare-t-il à la journaliste Fallaci en 1971. Il a également nié l'Holocauste : « Bien sûr, cela n'a pas été simple pour les Juifs à l'époque de Hitler, mais il faut faire la distinction entre les Juifs et le phénomène juif, et le phénomène juif que je combats parce que c'est un phénomène d'enrichissement au détriment de ceux qui souffrent et souffrent ». 
Francesco Franco est réélu pour quatre mandats successifs, siégeant au Sénat de 1972 jusqu'à sa mort en 1991, en tant que membre du Mouvement social italien. Il meurt d'un accident vasculaire cérébral le 16 novembre 1991 dans sa ville natale de Reggio de Calabre.